# Tatschara

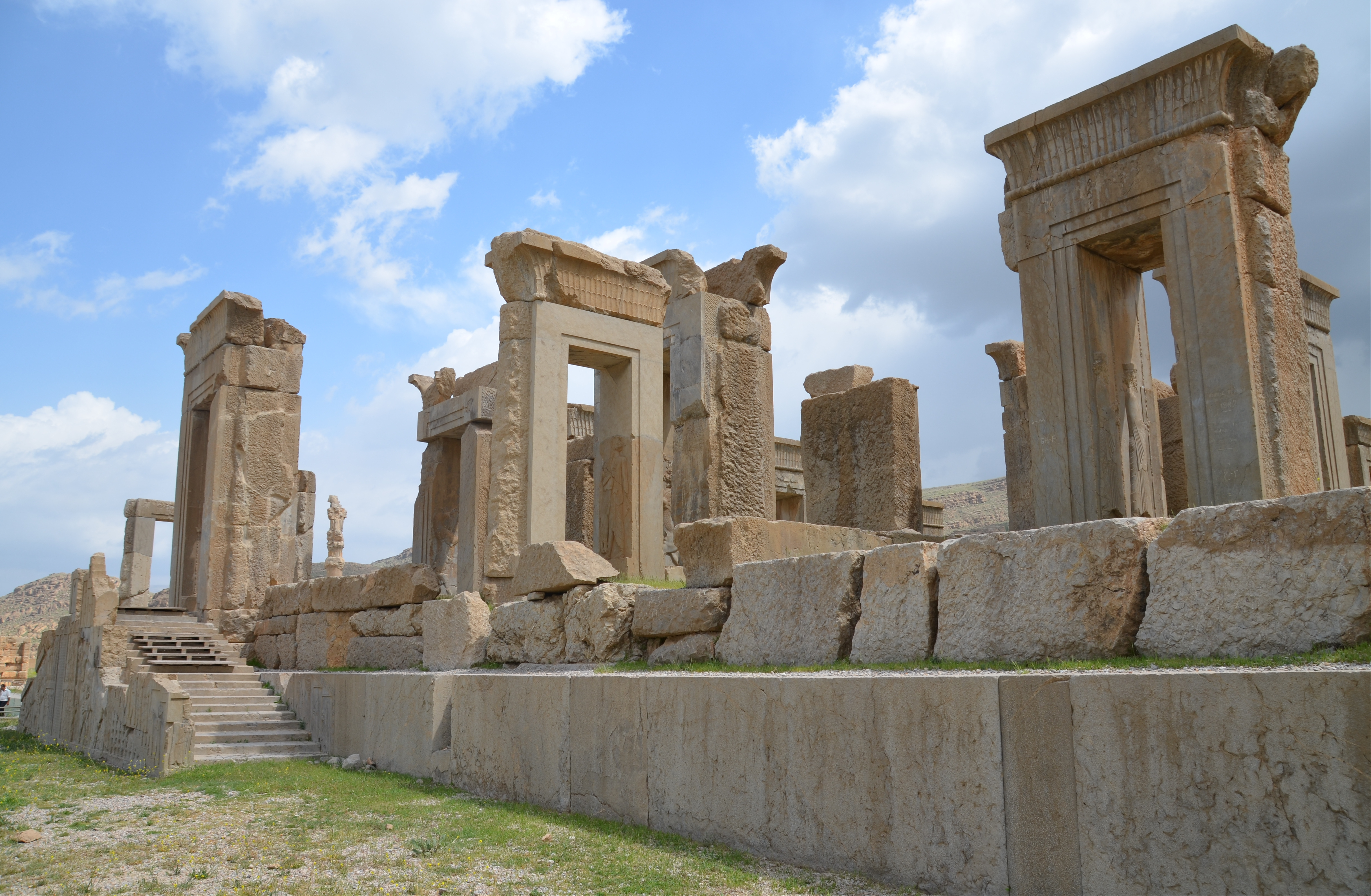
Reste des Tatschara in Persepolis, 2019

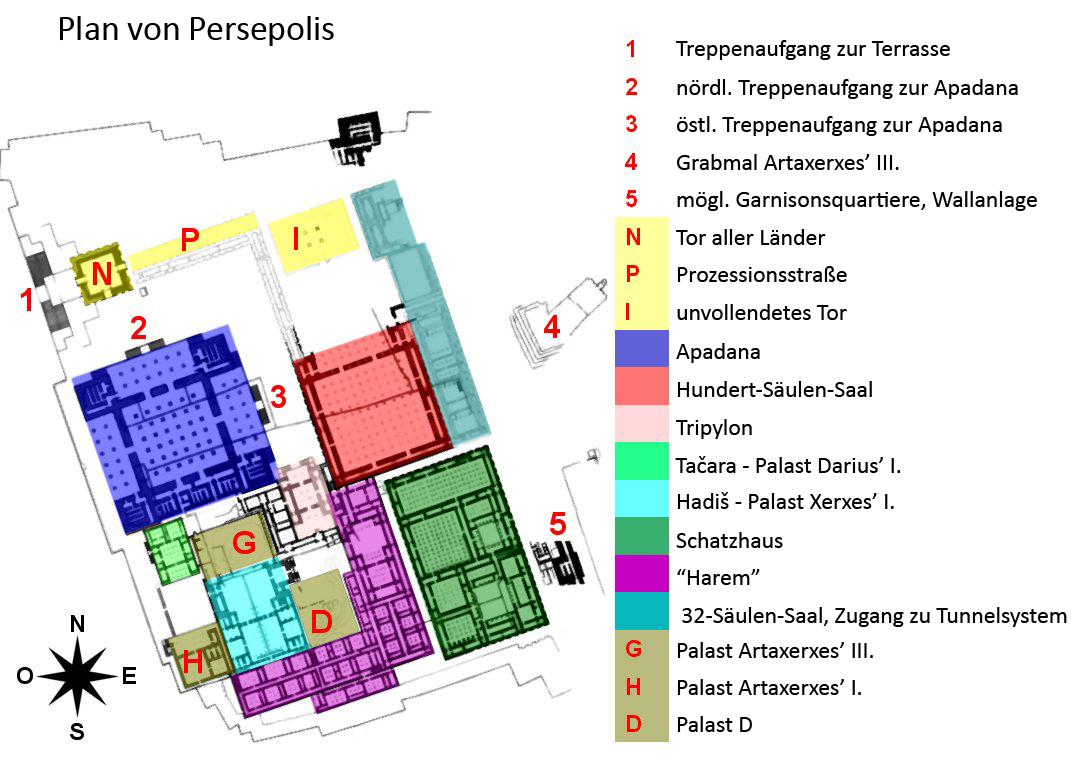
Plan von Persepolis: der Tatschara in Hellgrün

Der Tatschara, auch Tachara oder Tačara (altpersische Transkription tacara-, altpersische Transliteration t-c-r-, Maskulinum), persisch „Winterpalast“, ist die Bezeichnung für das herrschaftliche Wohngebäude eines altpersischen Palast-Ensembles.

## Erläuterung
Ein Tatschara ist ein Gebäudetyp der altpersischen Palastarchitektur. Im Unterschied zur Apadana, der zeremoniellen Thron- und Audienzhalle, sollte er dem Wohnen des Herrschers dienen, insbesondere innerhalb der kalten Jahreszeit. Beispiele hierfür liefern die Palaststädte von Persepolis und Susa (Palast von Dareios I.).
In der Liste der achämenidischen Königsinschriften taucht die Bezeichnung tacara- vier Mal auf. In zwei zusätzlichen Inschriften erscheint unter elamischen Einfluss die Bezeichnung dacara-. Die Bezeichnung taucht in Inschriften aus Persepolis (DPa, XPj und XPm), Susa (DSd und DSg) und Gherla (DGa) auf. In den Inschriften ist tacara- die Bezeichnung für den Palast des Dareios I. als auch für denjenigen von Xerxes I. Neben tacara- kommen in anderen Inschriften auch die Bezeichnungen Hadisch und Apadana vor, die ebenfalls mit Palast übersetzt werden. Entgegen der gebräuchlichen Verwendung werden die verschiedenen Bezeichnungen in den Inschriften nicht eindeutig verwendet. Man kann nicht sagen, dass der Tatschara die Bezeichnung für Paläste von Dareios I. und Hadisch dasjenige für Paläste von Xerxes I. ist. In der Inschrift XPc ist der Palast von Dareios I. das Hadisch, in XPd ist es der Palast von Xerxes I. Dagegen wird in XPj der Palast von Xerxes I. Tatschara genannt. In der Inschrift DPa, von der vermutet wird, dass sie später verfasst worden ist und von Xerxes I. stammt, wird der Palast von Dareios I. Tatschara genannt. Man hat aufgrund eines fehlenden Musters geschlossen, dass die beiden Begriffe ursprünglich austauschbar waren. Die Bezeichnung apadana- taucht ausschließlich in den Inschriften von Artaxerxes II. auf.
Die Bezeichnung tacara- lebt in der parthischen Sprache als tažar (tcr), in der armenischen Sprache als tačar sowie in der neupersischen Sprache als tazar (Sommerpalast) und taǧar (beheizbares Winterhaus) weiter. Tac-ara- gehört zur indoiranischen Wurzel *tak, die mit laufen, fließen übersetzt wird. Daraus hat sich die geläufige Interpretation eines Tatschara als Wohn- oder Privatpalasts, der mit einer beweglichen Heizung ausgestattet und im Winter bewohnbar ist, entwickelt.